# Pindères
Pindères település Franciaországban, Lot-et-Garonne megyében. Lakosainak száma 190 fő (2022. január 1.).

## Fekvése
Pindères Beauziac, Sauméjan, Lartigue, Saint-Michel-de-Castelnau, Allons, Casteljaloux, Pompogne és Saint-Martin-Curton községekkel határos.

## Népesség
A település népességének változása:
| Lakosok száma | 201  | 170  | 189  | 219  | 226  | 217  | 209  | 201  | 197  | 190  |
|               | 1968 | 1982 | 1990 | 2006 | 2013 | 2015 | 2017 | 2019 | 2020 | 2022 |